# USS Vesuvius (1888)
USS Vesuvius (Корабль Соединённых Штатов «Везувий») — опытная канонерская лодка (иногда употребляется название «динамитный крейсер») американского флота с 15-дюймовыми (381 мм) пневматическими орудиями. Назван в честь итальянского вулкана Везувий. Третий корабль с этим именем в американском флоте.

## История
В 1880-х основным взрывчатым веществом для снаряжения артиллерийских снарядов был обычный порох. Хотя были уже известны значительно более мощные взрывчатые вещества (наподобие динамита), они не отличались стабильностью и не могли использоваться для начинки снарядов, поскольку существовал значительный риск того, что при выстреле такой снаряд мог бы взорваться от сотрясения прямо в стволе орудия. Сильные же взрывчатые вещества, способные выдержать сотрясение при выстреле, ещё не были открыты.
Военные инженеры, не удовлетворенные низкой бризантностью пороха, пытались решить проблему тем или иным путём. В 1883 году американский артиллерист Эдмунт Залинский предложил стрелять снарядами, начинёнными динамитом, из пневматической пушки. За счет плавного разгона и равномерного повышения давления в стволе, сотрясение при выстреле не достигало бы опасного уровня, и снаряд мог быть запущен без риска преждевременного разрыва.
Американский флот заинтересовался идеей и успешно применил её для береговой обороны. В 1880-х-1890-х годах две экспериментальные береговые батареи на побережье США (около Сан-Франциско и Нью-Йорка) были укомплектованы пневматическими пушками, созданными на основе работ Залинского. Практически не уступая в дальнобойности и скорострельности обычным орудиям того времени, пневматические пушки стреляли особым тонкостенным снарядом, содержащим до нескольких десятков килограммов мощного взрывчатого вещества на основе динамита; попадание такого снаряда могло нанести тяжёлые повреждения любому военному кораблю. Кроме того, пневматические пушки стреляли почти бесшумно и не демаскировали свою позицию вспышками или пороховым дымом.
Однако флот не собирался ограничиваться только оборонительным применением пневматических орудий. Высоко оценив их боевой потенциал, американские адмиралы предложили оснастить подобными орудиями боевые корабли, используя их как мощное вспомогательное средство в морском сражении. В 1887 году на верфи в Филадельфии был заложен экспериментальный «динамитный крейсер» под названием «Везувиус», который должен был стать демонстратором новой технологии и платформой для её оценки в боевых условиях.

## Конструкция
«Везувиус» представлял собой небольшой корабль с очень острыми обводами напоминающего быстроходную паровую яхту корпуса. Он имел водоизмещение всего около 950 тонн. Его корпус имел гладкую палубу с единственной маленькой надстройкой в центре, две невысокие мачты и единственную трубу.

### Вооружение
Основное вооружение «Везувиуса» составляли три 381 мм пневматические пушки, неподвижно вмонтированные в его корпус под фиксированным углом в 16° к палубе. Горизонтальное наведение осуществлялось всем корпусом корабля; вертикальное наведение не требовалось, так как регулировка поступления сжатого воздуха в ствол орудия позволяла точно контролировать дальность полёта снаряда.
Каждое орудие имело в длину 17 м, причём над палубой выступали только 4,6 м у дульного среза. Выстрел осуществлялся сжатым воздухом под давлением до 70 атмосфер, поступавшим из баллонов высокого давления у киля корабля. Заряжание осуществлялось с казённой части под палубой. На учениях в 1889 году, «Везувиус» без проблем отстрелял пятнадцать снарядов за 16,5 минут.
Эти орудия стреляли оперенными медными снарядами длиной около двух метров. Так как пушки были гладкоствольными, раскручивание снаряда для стабилизации в полёте осуществлялось при помощи наклонно расположенных аэродинамических плоскостей. По форме снаряд напоминал ракету с конической головной частью и кольцом стабилизаторов позади. Каждый снаряд содержал заряд в 250 кг «малочувствительного гремучего студня»(англ. desensitized blasting gelatin — смесь нитроцеллюлозы и нитроглицерина), менее чувствительного к сотрясениям чем динамит.
Дальность стрельбы достигала 1600 м; она могла быть увеличена до 3700 м путём применения облегченных снарядов весом до 100 кг. Снаряд оснащался электрическим взрывателем, который мог быть выставлен на взрыв при контакте или на подрыв с замедлением (последняя функция служила для того, чтобы взрывающиеся в толще воды снаряды создавали мощную ударную волну, способную повредить вражеский корабль при близком попадании). Боезапас составлял тридцать снарядов, по десять на каждое орудие.
Вспомогательное вооружение «Везувиуса» составляли три 3-фунтовые пушки, рассчитанные на защиту корабля от миноносцев.

### Бронирование
Будучи экспериментальным кораблем, близким по концепции к минному крейсеру, «Везувиус» не был бронирован. Некоторую защиту машинному отделению предоставляли угольные ямы, расположенные по бортам.

### Силовая установка
Состояла из двух вертикальных машин тройного расширения, общей мощностью в 3200 л. с. Пар обеспечивали четыре цилиндрических котла. Скорость «Везувиуса» достигала двадцати узлов.

## Служба

### Начало службы
Вскоре после ввода в строй «Везувий» ушел в Нью-Йорк и 1 октября 1890 года присоединился к флоту в Гардинер-Бей. В 1895 году крейсер находился у восточного побережья в составе Североатлантической эскадры, в основном посещая порты для участия во многочисленных местных праздниках и фестивалях. Также проводились стрельбы и учения. Опыты показали, что уникальная главная батарея корабля имела два основных недостатка: малую дальность стрельбы и грубый и неточный способ прицеливания.

### Испано-американская война
Выведенный из состава флота 25 апреля 1895 года для прохождения капитального ремонта, «Везувий» вновь вступил в строй 12 января 1897 года. С Филадельфийской военно-морской верфи корабль отправился во Флориду и действовал у восточного побережья всю весну следующего, 1898, года. К этому времени отношения Америки с Испанией окончательно испортились. Американский флот собрался в водах Флориды, и «Везувий» поспешил на юг от Ньюпорта и 13 мая прибыл в Ки-Уэст. Он оставался там до 28 мая, после чего присоединился к блокаде кубинского побережья.
Поступив в распоряжение главнокомандующего флотом, «Везувий» до июля 1898 года использовался, в основном, в качестве посыльного судна. Все же, 13 июня «Везувий» принял участие в первой из восьми бомбардировок Сантьяго. Под покровом темноты крейсер подкрался к берегу, выпустил несколько 15-дюймовых динамитных зарядов и удалился. Хотя адмирал Сэмпсон по этому случаю писал, что бомбардировки «Везувия» имели «большой эффект», практический результат бомбардировки был равен нулю. Тем не менее, эта бомбардировка привела в большое смятение испанских солдат, поскольку снаряды с «Везувия» прилетели неожиданно, без рева канонады, который обычно ассоциируется с артобстрелом. Выстрелы из динамитных орудий были относительно тихими, но звук взрыва их мощных фугасов отличался от звука современных им артиллерийских снарядов, начиненных порохом, и солдаты отмечали, что взрывы «проделывали воронки, как подвал деревенского дома».

### Послевоенная служба
Тем же летом, после окончания войны с Испанией, «Везувий» ушел на север, в Бостон, по пути зайдя в Чарльстон, Нью-Йорк и Ньюпорт. Выведенный в резерв 16 сентября 1898 года, «Везувий» оставался на Бостонской военно-морской верфи до 1904 года, когда его начали переделывать в судно для испытаний торпед. «Везувий» утратил свою уникальную главную батарею, получив взамен четыре торпедных аппарата — три 18-дюймовых (450 мм) и один 21-дюймовый (533 мм).
Вновь вступив в строй 21 июня 1905 году, «Везувий» отправился на военно-морскую торпедную станцию в Ньюпорте, где и пробыл, проводя опыты с торпедами, до 27 ноября 1907 года когда опять был направлен на ремонт, продолжавшийся до 14 февраля 1910 года. После ремонта «Везувий» вернулся в Ньюпорт, и оставался там в течение следующих 11 лет, до 1921 года, иногда выступая в качестве стационера.
В мае 1913 года торпеда, выпущенная с «Везувия», описала циркуляцию и пробила корпус корабля. Усилия команды по устранению повреждений и решительные действия их командира, артиллерийского главстаршины Томаса Смита, не позволили кораблю затонуть до того, как он был намеренно посажен на мель у острова Пруденс в заливе Наррагансетт.
Списан и выставлен на продажу 21 апреля 1922 года.